# Hynobius boulengeri
Hynobius boulengeri is een salamandersoort uit de familie der Aziatische landsalamanders (Hynobiidae).

## Naamgeving
De salamander werd oorspronkelijk wetenschappelijk beschreven door Joseph Cheesman Thompson in 1912 als Pachypalaminus boulengeri, de typesoort van een nieuw geslacht Pachypalaminus. Het genus Pachypalaminus is nadien beschouwd als een subgenus van Hynobius en de naam veranderd in Hynobius boulengeri. De soortnaam is een hommage aan George Albert Boulenger.

## Uiterlijke kenmerken
Het is de grootste Hynobius- soort van Japan.  Volgens de beschrijving van Thompson heeft het dier een totale lengte van 161 millimeter, waarvan 69 mm staart; de kop met een lange ronde snuit is 19 mm lang en even breed. De achterste ledematen hebben vijf tenen; handpalmen, voetzolen en de binnenzijde en de toppen van vingers en tenen zijn bedekt met een harde bruine hoornachtige huid.

## Verspreiding en habitat
De soort is endemisch in Japan. Hynobius boulengeri komt ook voor op de eilanden Kyushu en Shikoku. De IUCN-status van de soort (anno 2013) is "kwetsbaar" omwille van habitatverlies en -versnippering. In de prefecturen Nara, Oita en Mie is het een beschermde diersoort.
Ze leeft in loof-, naald- en gemengde bossen, waar de larven zich ontwikkelen in bergstroompjes. Het type-exemplaar is afkomstig uit "Mt. Odaigahara", een berg in de Japanse voormalige provincie Yamato op het schiereiland Kii op Honshu.